# Dominik Niesiołowski
Dominik Michał Gawin z Niesiołowic Niesiołowski herbu Nałęcz (ur. 30 czerwca 1811, zm. ok. 1-10 marca 1883 we Lwowie) – polski urzędnik.

## Życiorys
Wywodził się z rodu Niesiołowskich o przydomku Gawin, pochodzącej z Niesiołowic w Pomorskiem, która około 1685 przeniosła się na ziemię sanocką. Dominik Michał Gawin z Niesiołowic Niesiołowski urodził się 31 czerwca 1811. Był synem Jana Rafała Niesiołowskiego (1786-1863, właściciel Ropienki) i Justyny z domu Załęskiej herbu Sulima. Miał siostrę Rudolfinę (ur. 1819, żona Seweryna Raszowskiego, właścicielka dóbr Żołobek).
Od około 1837 był praktykantem konceptowym C. K. Gubernium Krajowego, przydzielony do c. k. cyrkułu wadowickiego, a od około 1840 komisarzem cyrkularnym (nadliczbowym tamże). Następnie, od około 1842 w tym samym charakterze pracował przy c. k. cyrkule rzeszowskim, od około 1846 etatowym Około 1853/1854 był komisarzem trzeciej klasy w urzędzie c. k. cyrkułu czortkowskiego.
Od około 1860 był radcą namiestnictwa w C. K. Namiestnictwie we Lwowie. Od około 1862 do około 1866 był przydzielony do C. K. Komisji Namiestnictwa w Krakowie. Od około 1866 był naczelnikiem powiatu birczańskiego (w składzie powiatu sanockiego), a po reformie administracyjnej od 1867 do około 1870 starostą c. k. powiatu birczańskiego. Około 1870/1871 sprawował urząd starosty c. k. powiatu sanockiego. W tym czasie był prezydującym C. K. Powiatowej Komisji Szacunkowej w Sanoku.
Był członkiem korespondentem C. K. Galicyjskiego Towarzystwa Gospodarsko-Rolniczego w Krakowie. Od około 1876 do około 1879 był członkiem rady zawiadowczej Towarzystwa Przemysłowego we Lwowie.
W 1866 ożenił się z Heleną Ziętarską herbu Sas (ur. 1840, córka Franciszka z Rabego, oficera wojsk polskich). Mieli córkę Jadwigę (ur. 1868). Zmarł w pierwszej dekadzie marca 1883 we Lwowie na zapalenie mózgu.